# Oxígeno para vivir (película)
Oxígeno para vivir es un documental español estrenado en 2011, dirigido por Renato Sanjuán y con guion de Georgina Cisquella que fue candidato a los premios Goya.

## Sinopsis
Es un homenaje a Enrique Meneses, periodista español, en el momento de la grabación de 81 años, de ellos más de 60 dedicados a esa profesión. 
Sus fotos de Fidel Castro y el Che en Sierra Maestra, las marchas negras de Washington, sus viajes por África de El Cairo a El Cabo, su experiencia en los reporteros de TVE, son sólo una parte de su biografía.
Estaba enfermo con un enfisema pulmonar y seguía practicando el periodismo con pasión desde su bitácora. La película gira alrededor de su vida cotidiana, en la que intervienen sus amigos Manu Leguineche, Rosa Mª Calaf, Gerardo Olivares, Gervasio Sánchez, Rosa J. Cano y su hija Bárbara Meneses. También abre una reflexión sobre la evolución del periodismo.
Es el relato de la vida del periodista a lo largo de un año y una reflexión sobre el pasado y el futuro de la profesión periodística. 
Falleció el 6 de enero de 2013.